# Beiwu
Beiwu (kinesiska: 北务, 北务镇) är en köping i Kina. Den ligger i stadsdistriket Shunyi i Pekings storstadsområde, i den norra delen av landet, omkring 38 kilometer nordost om stadskärnan. Antalet invånare är 11 413. Befolkningen består av 5 459 kvinnor och 5 954 män. Barn under 15 år utgör 8,0 %, vuxna 15-64 år 79 %, och äldre över 65 år 11,0 %.